# Lisa Pou
Lisa Pou, född 28 maj 1999, är en fransk-monegaskisk simmare.

## Karriär
Vid olympiska sommarspelen 2024 i Paris slutade Pou på 18:e plats i 10 km öppet vatten. Vid VM 2025 i Singapore tog hon brons i 10 km öppet vatten.